# 西経109度線
西経109度線（せいけい109どせん）は、本初子午線面から西へ109度の角度を成す経線である。北極点から北極海、北アメリカ、太平洋、南極海、南極大陸を通過して南極点までを結ぶ。
西経109度線は、東経71度線と共に大円を形成する。
アメリカ合衆国では、コロラド州・ニューメキシコ州の西の境界、ユタ州・アリゾナ州の東の境界が西経109度3分線となっており、西経109度線から約4キロメートル西の所を平行に走っている。これは、ワシントン経度による「西経32度線」である。

## 通過する地域一覧
西経109度線は、北極点から南極点まで南に向かって以下の場所を通っている。
| 地理座標                                               | 国土・領土・領海       | 備考 |
| ------------------------------------------------------ | ---------------------- | --- |
| 北緯90度0分 西経109度0分 / 北緯90.000度 西経109.000度  | 北極海                 | ボーデン島（ カナダヌナブト準州、北緯78度28分 西経109度13分 / 北緯78.467度 西経109.217度）の東を通過 ヴィージーハミルトン島（英語版）（ カナダヌナブト準州、北緯76度54分 西経109度2分 / 北緯76.900度 西経109.033度）の東を通過                                                      |
| 北緯76度49分 西経109度0分 / 北緯76.817度 西経109.000度 | カナダ                 | ヌナブト準州 — メルヴィル島 |
| 北緯75度53分 西経109度0分 / 北緯75.883度 西経109.000度 | サビーヌ湾（英語版）   | |
| 北緯75度29分 西経109度0分 / 北緯75.483度 西経109.000度 | カナダ                 | ヌナブト準州 — メルヴィル島 |
| 北緯74度59分 西経109度0分 / 北緯74.983度 西経109.000度 | パリー海峡             | バイカウントメルビル海峡 |
| 北緯72度46分 西経109度0分 / 北緯72.767度 西経109.000度 | カナダ                 | ヌナブト準州 — ビクトリア島 |
| 北緯68度44分 西経109度0分 / 北緯68.733度 西経109.000度 | ジース海峡（英語版）   | |
| 北緯68度19分 西経109度0分 / 北緯68.317度 西経109.000度 | バサースト湾（英語版） | |
| 北緯68度0分 西経109度0分 / 北緯68.000度 西経109.000度  | カナダ                 | ヌナブト準州 — ルイス島（英語版）、ストックポート島（英語版）、本土 ノースウエスト準州（北緯64度48分 西経109度13分 / 北緯64.800度 西経109.217度から） - グレートスレーブ湖を通過 サスカチュワン州（北緯60度0分 西経109度13分 / 北緯60.000度 西経109.217度から）- アサバスカ湖を通過 |
| 北緯49度0分 西経109度0分 / 北緯49.000度 西経109.000度  | アメリカ合衆国         | モンタナ州 ワイオミング州（北緯45度0分 西経109度13分 / 北緯45.000度 西経109.217度から） コロラド州（北緯41度0分 西経109度13分 / 北緯41.000度 西経109.217度から） ニューメキシコ州（北緯37度0分 西経109度13分 / 北緯37.000度 西経109.217度から）                                     |
| 北緯31度20分 西経109度0分 / 北緯31.333度 西経109.000度 | メキシコ               | ソノラ州 とチワワ州の境界（北緯28度17分 西経109度13分 / 北緯28.283度 西経109.217度から） ソノラ州（北緯28度0分 西経109度13分 / 北緯28.000度 西経109.217度から） シナロア州（北緯26度26分 西経109度13分 / 北緯26.433度 西経109.217度から）- ロスモチスを通過                         |
| 北緯25度26分 西経109度0分 / 北緯25.433度 西経109.000度 | 太平洋                 | クリッパートン島（ フランスの海外領土、北緯10度17分 西経109度12分 / 北緯10.283度 西経109.200度）の東を通過 · イースター島（ チリ、南緯27度6分 西経109度14分 / 南緯27.100度 西経109.233度）の東を通過                                                                                |
| 南緯60度0分 西経109度0分 / 南緯60.000度 西経109.000度  | 南極海                 | |
| 南緯73度29分 西経109度0分 / 南緯73.483度 西経109.000度 | 南極大陸               | 領有権主張のない地域 |